# Kindertagesbetreuung

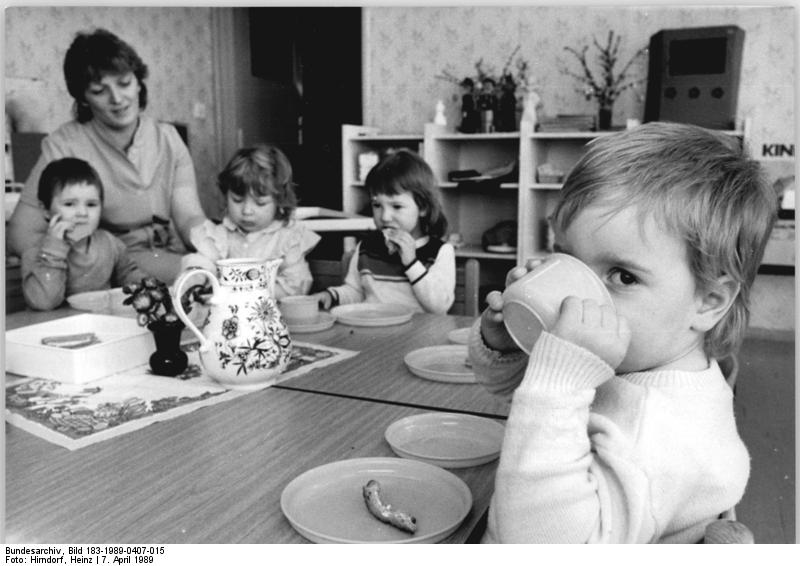
Krippenkinder beim Essen

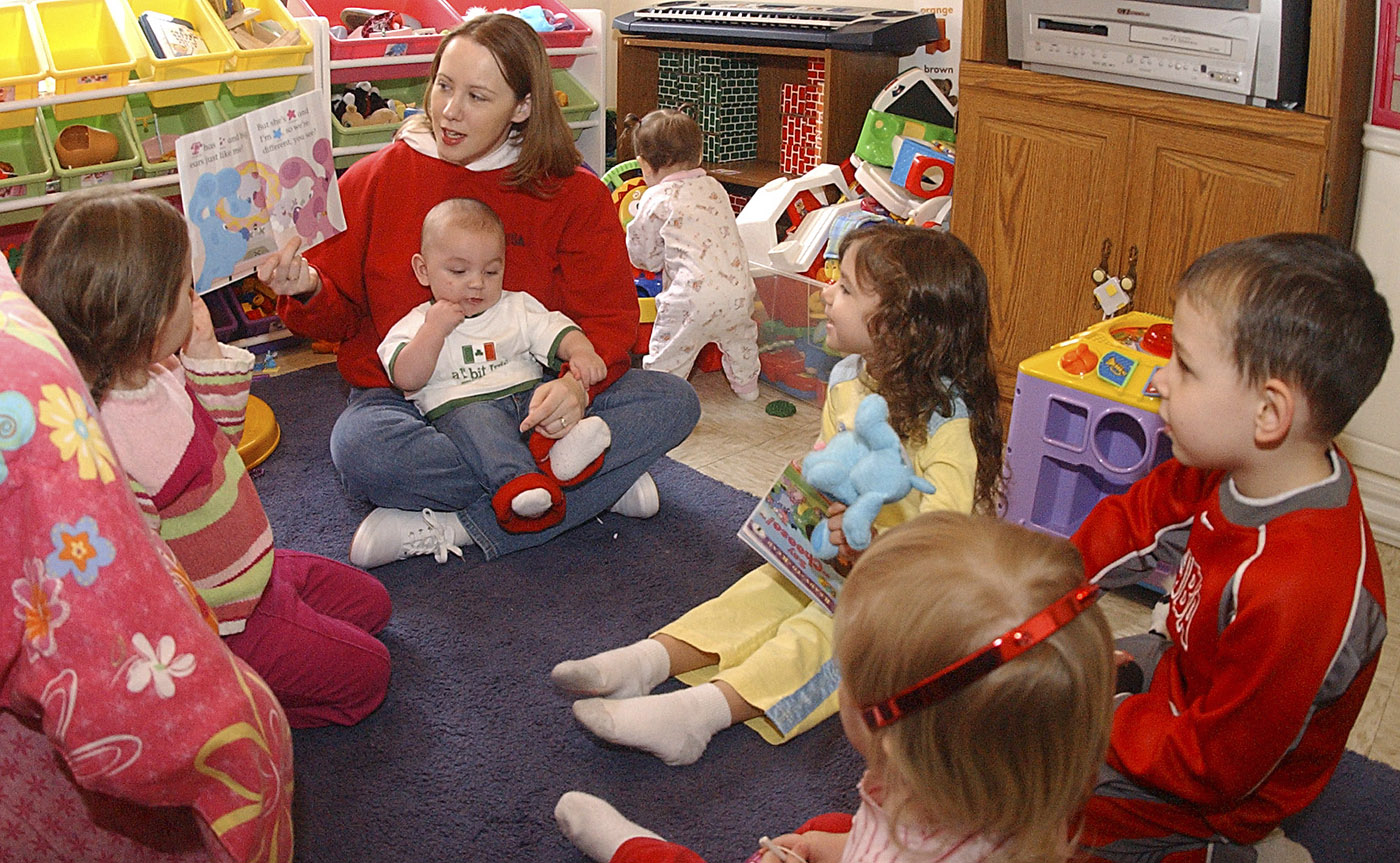
Kinderbetreuung in einer altersgemischten Gruppe

Kindertagesbetreuung, kurz Tagesbetreuung, auch Ganztagsbetreuung, ist ein Sammelbegriff für alle Formen der Betreuung von Kindern außerhalb der Familien.
Die Kinderbetreuung ist als zusammenfassender Begriff für die pflegende, beaufsichtigende Tätigkeit Erwachsener gegenüber Kindern zu verstehen. Heute ist neben der Betreuung in der Familie, durch Eltern, Geschwister, Großeltern und so weiter oder durch Kindertagespflegepersonen (Tageseltern, Tagesmutter, Tagesvater) oder Kindermädchen (auch Au-pair) die Form der öffentlich oder privat organisierten Kindertagesbetreuung in Kindertagesstätten, Kinderkrippen und durch Kindertagespflege vorherrschend. In Österreich und der Schweiz wird hierfür ebenfalls der Begriff „Kinderbetreuung“ oder auch „familienexterne Tagesbetreuung“ verwendet. Vereinzelt kommt der Begriff „fremdbetreut“ vor, der jedoch häufig in negativem Zusammenhang genutzt wird.
Die Sicherung der Betreuungsräume als Schutzzonen, in denen sich die Kinder frei von ernsthaften Gefahren bewegen können, die Versorgung der leiblichen Bedürfnisse wie Essen und Trinken, Schlaf und Erholung sowie ein minimales Maß an emotionaler Zuwendung sind Voraussetzungen für Bildung und Erziehung.
Die Kontroversen zur öffentlichen Kinderbetreuung werden politisch, ideologisch und fachlich geführt. Die Einstellungen zur Betreuung von Kindern variieren erheblich von Staat zu Staat.

## Begriff und Ziele
Als Kindertagesbetreuung wird die Ergänzung der elterlichen Erziehung verstanden. Sie hat eine doppelte Aufgabe; zum einen soll sie die Entwicklung und Bildung der Kinder fördern, zum anderen die Berufstätigkeit der Eltern ermöglichen. Die beiden Aspekte, Bildungseinrichtung und Bewahranstalt zu sein, prägten die historische Entwicklung des Kindergartens und wurden vielfach als Gegensätze angesehen, die sich auch in unterschiedlichen Einrichtungen für unterschiedliche soziale Schichten ausdrücken konnten. Heute werden beide Aspekte als Einheit betrachtet, die in der Trias von Erziehung, Bildung und Betreuung aufgehoben sind.
Der OECD-Länderbericht über die Politik der frühkindlichen Betreuung, Bildung und Erziehung in der Bundesrepublik Deutschland aus dem Jahr 2004 hebt dieses sozialpädagogische Profil als charakteristisch für die deutsche Kindertagesbetreuung hervor; eine Charakterisierung, die für Österreich und die Schweiz ebenfalls gelten kann:

„Für den Pädagogen, der mit dem ganzen Kind arbeitet, sind die Elemente des ursprünglichen deutschen Pädagogikkonzepts Betreuung, Bildung und Erziehung eng miteinander verknüpft. Es sind tatsächlich untrennbare Aktivitäten bei der täglichen Arbeit. Dies sind keine eigenständigen Bereiche, die zusammengefügt werden müssen, sondern zusammenhängende Teile des kindlichen Lebens.“

In Österreich ist ebenfalls der Begriff Kinderbetreuung üblich, während man im schulischen Bereich speziell von Ganztagsbetreuung respektive Nachmittagsbetreuung spricht.
In der Schweiz wird der Begriff der familienexternen Tagesbetreuung oder der familienergänzenden Tagesbetreuung verwendet, damit begrifflich eine Abgrenzung von der traditionellen Betreuung der Kinder durch die Mütter oder Väter zuhause gewährleistet ist.

### Formen
Kindertagesbetreuung umfasst, meist mit Ausnahme des Schulunterrichts, des Internats und des Kinderheims:
- Kinderkrippen
- Kindergärten/Tageskindergärten
- Kindertagesstätten (Kita) als gemeinsame Einrichtung von Krippen-, Kindergarten- und gegebenenfalls Hortgruppen
- Schulhorte
- Spielgruppen
- Kindertagespflege bei einer Tagespflegeperson (Tagesmutter/Tagesvater)
- Mittagstische
- Ganztagsschulen/Tagesschulen
- Tagesferien

Einrichtungen der Kindertagesbetreuung werden von staatlichen, kommunalen und freien Anbietern eingerichtet und getragen. Traditionell ist die Kindertagesbetreuung auch ein Betätigungsfeld für kirchliche und caritative Verbände.
Kindertagespflegepersonen werden auch im Rahmen betrieblicher Maßnahmen zur Vereinbarkeit von Familie und Beruf an Eltern vermittelt, die beruflich bedingt abwesend sind oder auch eine häusliche Betreuung eines erkrankten Kindes suchen.

### Schulische Ganztagsbetreuung
Unter Tagesbetreuung oder Ganztagsbetreuung versteht man ein Serviceangebot an Schulen oder außerschulisch, in dem Schüler über den Umfang des Schulunterrichts hinaus innerhalb der Arbeitszeiten betreut werden. Sie ist teils ein alternatives Konzept zur Ganztagsschule, um zu verhindern, dass Kinder werktätiger Eltern (respektive Erziehender) in der Freizeit ohne Aufsicht sind, teils Teil dieser Schulformen. Bei den in der Regelschule etwa um oder nach Mittag endenden Unterrichtszeiten handelt es sich also primär um Nachmittagsbetreuung, sie kann aber auch andere Zeiten umfassen.
Die Tagesbetreuung umfasst meist einen individuellen Lernteil für Hausaufgaben, Stoffwiederholungen und schulische Vorbereitungen, unter Umständen auch Nachhilfe, und beaufsichtigte Freizeit einschließlich Verpflegung.
Unterschieden wird zwischen der offenen Ganztagsschule und der gebundenen Ganztagsschule (verpflichtend pro Klasse).

## Situation nach Ländern

### Europäische Union: Barcelona-Ziele

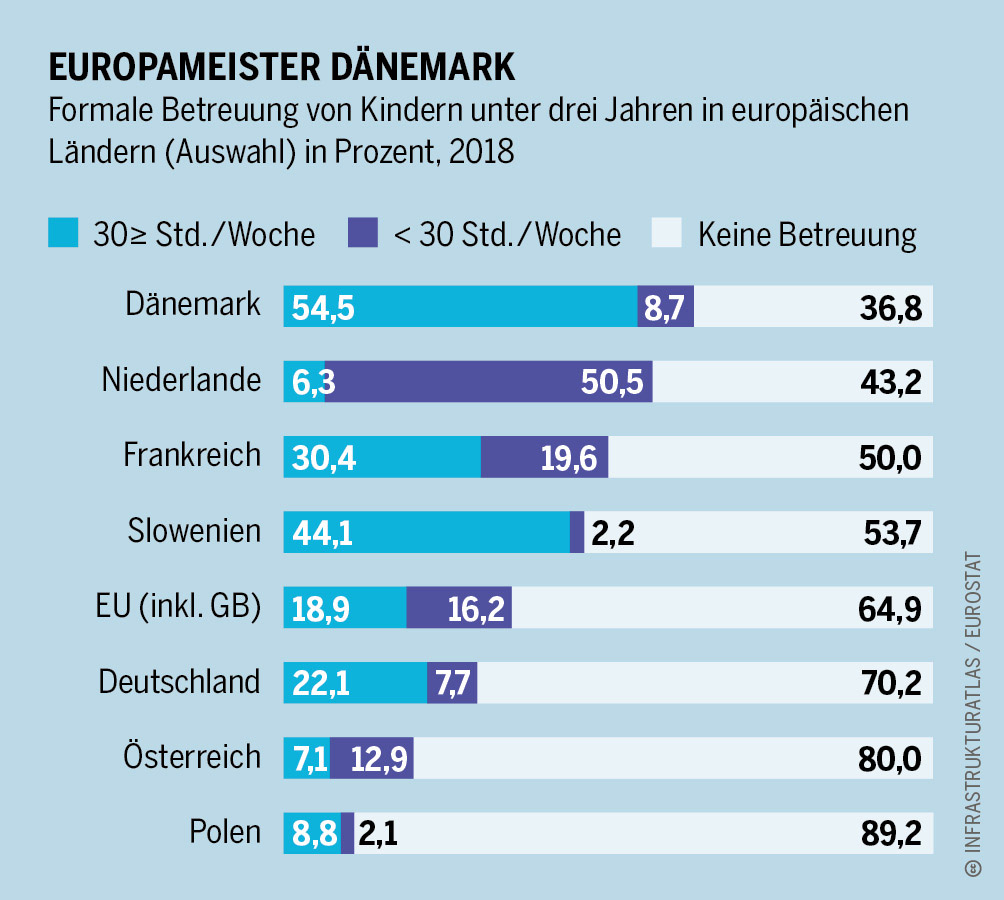
Betreuungsangebote für Kinder unter drei Jahren in einigen europäischen Ländern, 2018. Quelle: Infrastrukturatlas 2020

Der Europäische Rat forderte im März 2002 bei seiner Zusammenkunft in Barcelona zwei Ziele, die als Barcelona-Ziele bekannt wurden. Die Mitgliedstaaten sollten
- „Hemmnisse beseitigen, die Frauen an einer Beteiligung am Erwerbsleben abhalten“ und
- „bestrebt sein, nach Maßgabe der Nachfrage nach Kinderbetreuungseinrichtungen und im Einklang mit den einzelstaatlichen Vorgaben für das Versorgungsangebot bis 2010 für mindestens 90 % der Kinder zwischen drei Jahren und dem Schulpflichtalter und für mindestens 33 % der Kinder unter drei Jahren Betreuungsplätze zur Verfügung zu stellen“.[3]

Diese Ziele sind Bestandteil der Europäischen Wachstums- und Beschäftigungsstrategie. Sie sollen die Beschäftigungsrate junger Eltern erhöhen und zur Geschlechtergleichstellung beitragen. Auch die Europäische Kommission bestätigte in ihrem „Fahrplan für die Gleichstellung von Frauen und Männern (2006-10)“, dass sie die Erreichung der Barcelona-Ziele unterstütze. In einem Bericht vom 3. Oktober 2008 kritisierte die Kommission den hohen Preis der Kindertagesbetreuung und ihre fehlende Anpassung an die Bedürfnisse von Eltern, die in Vollzeit arbeiteten oder atypische Arbeitszeiten hatten. Die Kommission betonte zugleich, dass die Qualität der Betreuungseinrichtungen erhöht werden müsse. Hierzu gehöre auch eine verbesserte Ausbildung, höhere gesellschaftliche Wertschätzung und besseres Entgelt für das Betreuungspersonal.

### Deutschland
Laut der Zeitverwendungserhebung von 2022 verbringen Mütter durchschnittlich 138 Minuten mit Kinderbetreuung, Väter 79 Minuten. Zehn Jahre zuvor hatten Väter durchschnittlich 51 Minuten mit der Kinderbetreuung verbracht.
Zum 1. März 2024 waren rund 848.000 Kinder (37 %) unter drei Jahren in Tagesbetreuung.

#### Rechtsgrundlagen

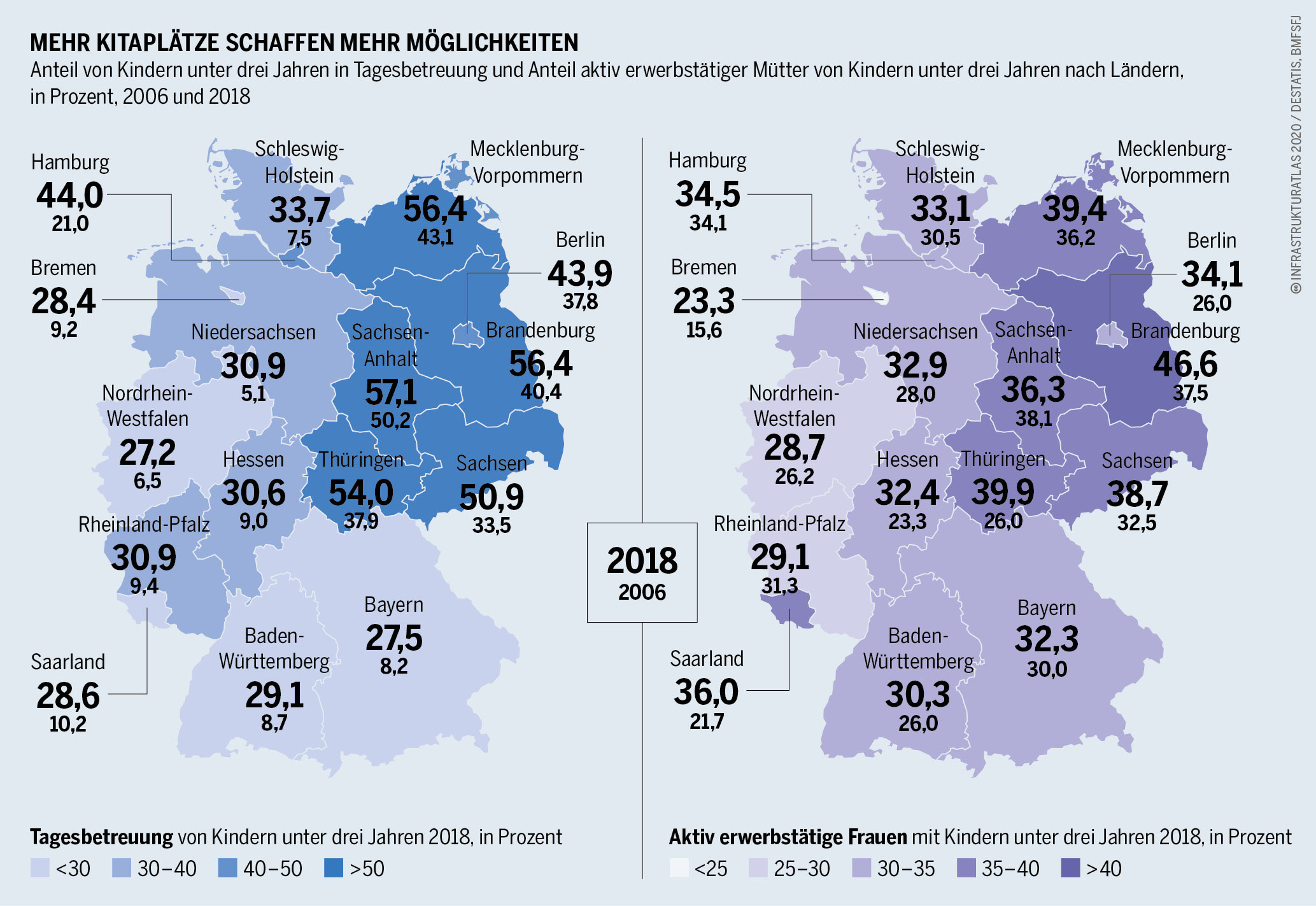
Anteil von Kindern unter drei Jahren in Tagesbetreuung und Anteil aktiv erwerbstätiger Mütter von Kindern unter drei Jahren nach Bundesländern. Quelle: Infrastrukturatlas 2020

In Deutschland wird als Kindertagesbetreuung die öffentlich organisierte und finanzierte Förderung von Kindern in Einrichtungen, in denen sie sich für einen Teil des Tages oder ganztägig aufhalten und in Gruppen gefördert werden, oder die Kindertagespflege, bezeichnet. Kinder sind alle, die noch nicht 14 Jahre alt sind. Die Kindertagesbetreuung gehört zur Kinder- und Jugendhilfe und ist nicht, wie in manchen anderen Ländern, Teil des Schul- oder Gesundheitswesens. Ihre rechtliche Grundlage findet sie in den §§ 22 ff. des Achten Buches Sozialgesetzbuch und in den Ausführungsgesetzen der Länder. Die Kindertagesstätten-Gesetze der Länder regeln vom Bundesrecht nicht erfasste Tatbestände oder bestimmen allgemeine bundesrechtliche Regelungen näher. Eine umfassende Übersicht bieten der Deutsche Bildungsserver und das Deutsche Jugendinstitut: Zahlenspiegel 2005.
Kindertagesbetreuung umfasst nach § 22 SGB VIII die Erziehung, Bildung und Betreuung von Kindern in Einrichtungen (Kindertagesstätten) oder in Kindertagespflege (Tagesmutter) im Hinblick auf die soziale, emotionale, körperliche und geistige Entwicklung des Kindes zu einer eigenverantwortlichen und gemeinschaftsfähigen Persönlichkeit. Sie soll die Erziehung und Bildung in der Familie unterstützen und ergänzen und den Eltern dabei helfen, Erwerbstätigkeit und Kindererziehung besser miteinander vereinbaren zu können.
Seit 1996 haben nach § 24 Abs. 1 Satz 1 SGB VIII Kinder ab 3 Jahren bis zum Schuleintritt einen Rechtsanspruch auf den Besuch einer Tageseinrichtung (Kindergartenplatz). Bis zum Sommer 2013 soll nach § 24a SGB VIII das Förderangebot auch für Kinder unter drei Jahren stufenweise ausgebaut werden, ehe ab dem 1. August 2013 jedes Kind mit Vollendung des ersten Lebensjahres bis zum Schuleintritt einen Rechtsanspruch auf Förderung in einer Kindertageseinrichtung oder in der Tagespflege haben wird. Die Eltern des Kindes müssen angemessen an den durch die Kinderbetreuung entstandenen Kosten beteiligen. Steht kein Betreuungsplatz bei einer kommunal geförderten Kindertagesstätte oder bei einer von der Kommune geförderten Tagesmutter zur Verfügung, können sie Schadensersatz einfordern. Ob ein Anspruch auf wohnortnahen Besuch einer Tageseinrichtung besteht, wird kontrovers beurteilt.
In der Übergangszeit sollen vor allem diejenigen unter dreijährigen Kinder gefördert werden, deren Eltern berufstätig sind oder eine Berufstätigkeit beginnen oder die in Ausbildung oder Weiterbildung sind oder studieren. Im Übrigen sind die Träger der öffentlichen Jugendhilfe verpflichtet, für Kleinkinder und für schulpflichtige Kinder bis 13 Jahren ein bedarfsgerechtes Platzangebot vorzuhalten, ohne dass damit ein individueller Rechtsanspruch auf einen Betreuungsplatz verbunden wäre. Die tatsächliche Möglichkeit für Kinder im Schul- oder Kleinkindalter einen Platz in Kindertagesbetreuung zu bekommen, ist in vielen Gegenden immer noch äußerst gering. Lediglich in den östlichen Bundesländern und den großen Städten im Westen gibt es bereits in nennenswertem Umfang auch Plätze für jüngere und ältere Kinder.
In der Folge der Diskussionen um die Schulleistungen deutscher Schüler (PISA-Studien) geriet auch die frühkindliche Bildung verstärkt in das Blickfeld. Die seit 2003 entstandenen Bildungspläne der Bundesländer sind ein Ausdruck für das Bemühen, die frühe Bildung in der Kindertagesbetreuung zu verbessern und zu verstärken – ohne aber den Anspruch auf eine ganzheitliche Förderung der Entwicklung des Kindes aufzugeben. Seit Dezember 2008 ist das Kinderförderungsgesetz des Bundes in Kraft, das ab 1. August 2013 einen Rechtsanspruch auf Bereitstellung eines Betreuungsplatzes für Kinder ab Vollendung des ersten Lebensjahres vorsieht.
Zu den Kindertagesstätten-Gesetzen der Länder zählen:
- Bayerisches Kinderbildungs- und -betreuungsgesetz
- Kindertagesförderungsgesetz (Berlin)
- Gesetz über Tageseinrichtungen für Kinder (Niedersachsen)
- Gesetz zur frühen Bildung und Förderung von Kindern (NRW)
- Hessisches Kinderförderungsgesetz
- Thüringer Kindergartengesetz[13]

Einen individuellen Anspruch auf Ganztagsbetreuung haben mehrere Gerichte verneint, da § 24 Abs. 3 SGB VIII keinen Verweis auf den individuellen Bedarf des Förderumfangs enthält; bejaht wird ein subjektiver Anspruch auf Förderung in einer Kindertageseinrichtung im Umfang einer halbtägigen Betreuung. Ein Anspruch auf Ganztagsbetreuung kann sich allerdings aus dem Landesrecht ergeben.

#### Diskussion über Kinderkrippen
Während die Betreuung im Kindergarten ab dem 3. Lebensjahr in Deutschland allgemein akzeptiert ist, gibt es über die Vor- und Nachteile der Betreuung von Kleinkindern in Kinderkrippen und Tagesstätten für Kinder unter drei Jahren Uneinigkeit. Kritiker von Krippen und Tagesstätten, wie das Familiennetzwerk, argumentieren, dass in der Regel die Eltern, zu denen eine sehr lange und vertrauensvolle Bindung aufgebaut werden konnte, die emotionale, geistige und soziale Entwicklung des Kindes am besten fördern können.
Die Deutsche Psychoanalytische Vereinigung vertritt die Meinung, „je jünger das Kind, je geringer sein Sprach- und Zeitverständnis, je kürzer die Eingewöhnungszeit in Begleitung der Eltern, je länger der tägliche Aufenthalt in der Krippe, je größer die Krippengruppe und je wechselhafter die Betreuungen, umso ernsthafter ist die mögliche Gefährdung seiner psychischen Gesundheit.“
Tagesmütter seien oft keine bessere Alternative zur Kinderkrippe, da in der Praxis häufiger ein Wechsel der Tagesmutter stattfindet, als vorgesehen. Auch träten öfter Konflikte zwischen den Eltern und der Tagesmutter auf (als in anderen Betreuungsformen). Zitat:

„In vielen Studien wurde nachgewiesen, dass es entwicklungspsychologisch einen bedeutsamen Unterschied macht, ob ein Kind mit einem Jahr, mit anderthalb oder zwei Jahren in außerfamiliäre Betreuung kommt und wie viele Stunden täglich sie in Anspruch genommen wird. Je länger die tägliche Betreuung getrennt von den Eltern andauert, umso höhere Werte des Stresshormons Cortisol sind zum Beispiel im kindlichen Organismus nachweisbar. Dies erklärt den Zusammenhang zwischen langer, also ganztägiger Dauer der außerfamiliären Betreuung und späterem aggressivem Verhalten in der Schule, der in Längsschnittstudien gefunden wurde. Weitere entscheidende Faktoren für die Qualität der Krippenbetreuung sind die Gruppengröße und die Personalfluktuation. Zu große Gruppen oder häufige Personalwechsel machen es dem Kind unmöglich, sichere Bindungen einzugehen; sie können sozialen Rückzug bewirken oder im Verlauf seiner Entwicklung zu innerer Unruhe, Aufmerksamkeitsstörungen und Konzentrationsdefiziten führen.“

#### Kinderbetreuungskosten
Die Kosten für die Benutzung einer Kinderbetreuungseinrichtung sind sehr uneinheitlich. Oft sind sie schlicht kostenlos. Eltern, die Kinderzuschlag, Leistungen nach dem SGB II oder  Wohngeld beziehen, müssen generell keine Kita-Gebühren  mehr zahlen.
Kinderbetreuungskosten sind für Kinder bis zum 14. Lebensjahr steuerlich zu 80 % absetzbar. Die Grenze für steuerlich absetzbare Kinderbetreuungskosten beläuft sich auf 4.800 Euro im Kalenderjahr pro Kind für Kindergarten, Tagesmutter oder Babysitter.
2023 wendeten öffentliche Haushalte in Deutschland 44 Milliarden Euro für Kindertagesbetreuung auf. Das entspricht rund einem Viertel aller öffentlichen Bildungsausgaben.

#### Kinderschutz
Wer in Deutschland Schulkinder betreut, kann aufgefordert werden, ein erweitertes Führungszeugnis vorweisen. Die Träger der öffentlichen Jugendhilfe sollen sich nach § 72a SGB VIII bei der Einstellung oder Vermittlung und später in regelmäßigen Abständen ein erweitertes Führungszeugnis vorlegen lassen. Allerdings handelt es sich um eine Sollregelung (keine Mussregelung), die den Trägern der Jugendhilfe ein eigenes Ermessen lässt. In Berlin zum Beispiel werden hierbei seit 2013 auch keine Ausnahmen mehr für pensionierte Pädagogen gemacht.
Für katholische Organisationen gilt, nach den Skandalen um den sexuellen Missbrauch in der römisch-katholischen Kirche in Deutschland, die „Rahmenordnung Prävention gegen sexualisierte Gewalt an Minderjährigen und erwachsenen Schutzbefohlenen“ der Deutschen Bischofskonferenz. Darin heißt es: „Mitarbeiterinnen und Mitarbeiter müssen, entsprechend den gesetzlichen und arbeitsrechtlichen  Regelungen, ein erweitertes Führungszeugnis vorlegen. Eine Pflicht zur Vorlage eines erweiterten Führungszeugnisses für ehrenamtlich Tätige besteht, soweit es die gesetzlichen Regelungen des jeweiligen Bundeslandes bestimmen.“
Der Zentralrat der Muslime hat laut Medienberichten eine Vereinbarung unterschrieben, die alle Betreuer von Kindern zur Vorlage eines Führungszeugnisses verpflichtet. Andere muslimische Verbände stehen Medienrecherchen zufolge dem Abschluss einer solchen Vereinbarung ebenfalls offen gegenüber.

### Österreich
In Österreich fällt die Regelung des Kindergarten- und Hortwesens in die ausschließliche Zuständigkeit der Bundesländer. Daneben wird das Tagesmutterwesen sowie die Betreuung von Kleinkindern teilweise im Jugendwohlfahrtsrecht, teilweise in speziellen Kinderbetreuungs- bzw. Tagesbetreuungsgesetzen geregelt. Daraus ergibt sich, dass abgesehen von Ausbildungsvorschriften für das Fachpersonal keine österreichweiten Qualitätsstandards gelten.
In den einzelnen Gesetzen und Verordnungen der Bundesländer sind jedoch Bewilligungsvoraussetzungen, zum Beispiel Größe und Ausstattung der Räumlichkeiten, Gruppengröße, Qualifikation der Betreuer, für Kinderbetreuungseinrichtungen geregelt. Der Betrieb einer Betreuungseinrichtung oder die Tätigkeit als Tagesmutter/-vater bedarf einer behördlichen Bewilligung.
Schulen sind in Österreich nicht verpflichtet, die Schüler nach Unterrichtsende im Stundenplan zu beaufsichtigen. Da sich eine Einführung einer generellen Ganztagsschule bisher politisch nicht durchsetzen konnte, haben sich im schulischen Bereich mehrere Formen entwickelt:
- Ganztägige Schulformen[25] – Schulen, die regulär eine kostenpflichtige Tagesbetreuung anbieten; diese gibt es bei den Pflichtschulen (Volks-, Sonder-, Haupt-/neue Mittelschule und Polytechnikum)[26] ebenso wie bei der Unterstufe der AHS (Gymnasium)[27] und den BMS/BHS.
  - Ganztagsschule (verschränkte Schulform)[26][28] – Modell mit einem über den ganzen Tag verteilten Stundenplan und Anwesenheitspflicht für Unterrichts- wie auch Betreuungsteil
  - Offene Schule – Modell mit einem Angebot für einen Betreuungsteil; Schüler müssen nicht teilnehmen[26]
  - Campus – Betreuungsmodell mit Fokus auf Sport und Musik, Vernetzung mit dem angeschlossenen Kindergarten[29]
- Weitere Angebote sind beispielsweise der Lern- und Freizeitklub, der in der Stadt Wien angeboten wird,[26] oder Horte, die es ebenfalls teils von den Ländern, teils Gemeinden, teils von privaten Organisationen wie Hilfswerk[30] oder Caritas[31] betrieben gibt.

Daneben hat sich durch die Einführung der Fünf-Tage-Woche an Schulen der Nachmittagsunterricht generell zugenommen, so hat 2015 das letzte Gymnasium Österreichs (das Militärgymnasium Wiener Neustadt) den Samstagsunterricht abgeschafft.
Dabei ist allgemein die Betreuung auch an schulfreien Tagen, etwa dem Samstag, wie auch während der Semester-, Oster- und Hauptferien möglich, oder sogar vorgesehen. Meist gibt es Ermäßigungen für den Elternbeitrag für sozialschwache Familien.
Der Ausbau der Ganztagsbetreuung wird in jüngsten Jahren forciert, so wurden seitens des Bundes ab 2012 jährlich 15 Mio. Euro als Anstoßfinanzierung bereitgestellt. Bis 2015 sollte nach Plan an der Hälfte aller Schulen Nachmittagsbetreuung angeboten werden. Die Betreuung, für die als Schulerhalter der Bund zuständig ist, werden die Kosten im Personalbereich für die einzelnen Schulen meist über 15a-Vereinbarung durch das Land gefördert.

### Schweiz
In der Schweiz gibt es nebst den öffentlichen Varianten zahlreiche von Privaten, Vereinen, Verbänden, Unternehmen und Kirchen organisierte und finanzierte Formen der Kindertagesbetreuung.
In der Schweiz hatten 2021 insgesamt rund 60 % der Kinder unter 13 Jahren eine familienexterne Betreuung: 36 % aller Kinder besuchten eine Kindertagesstätte oder eine schulergänzende Betreuungseinrichtung, 28 % wurden von ihren Großeltern betreut, 10 % von anderen Personen im Umfeld, 5 % von einer Tagesfamilie und knapp 4 % von Nanny, Au-pair oder Babysitter (die Summe beträgt mehr als 60 %, da pro Kind mehrere Formen der familienexternen Betreuung werden können).
Die Kindertagesstätten, Tageskindergärten und Tagesschulen sind bewilligungspflichtig, die Spielgruppen in den meisten Kantonen nicht. Die Gesetze und Verordnungen sind kantonal sehr unterschiedlich.
Die Kindertagesbetreuung ist zunehmend ein gleichstellungsrelevantes politisches Thema, während früher die soziale Not der Kindertagesbetreuung in Anspruch nehmenden Eltern im Vordergrund stand.

### Spanien
Eine außerfamiliale frühkindliche Erziehung wird in Spanien vor allem als Lern- und Entwicklungschance für Kinder betrachtet.

## Auswirkungen und Inhalte

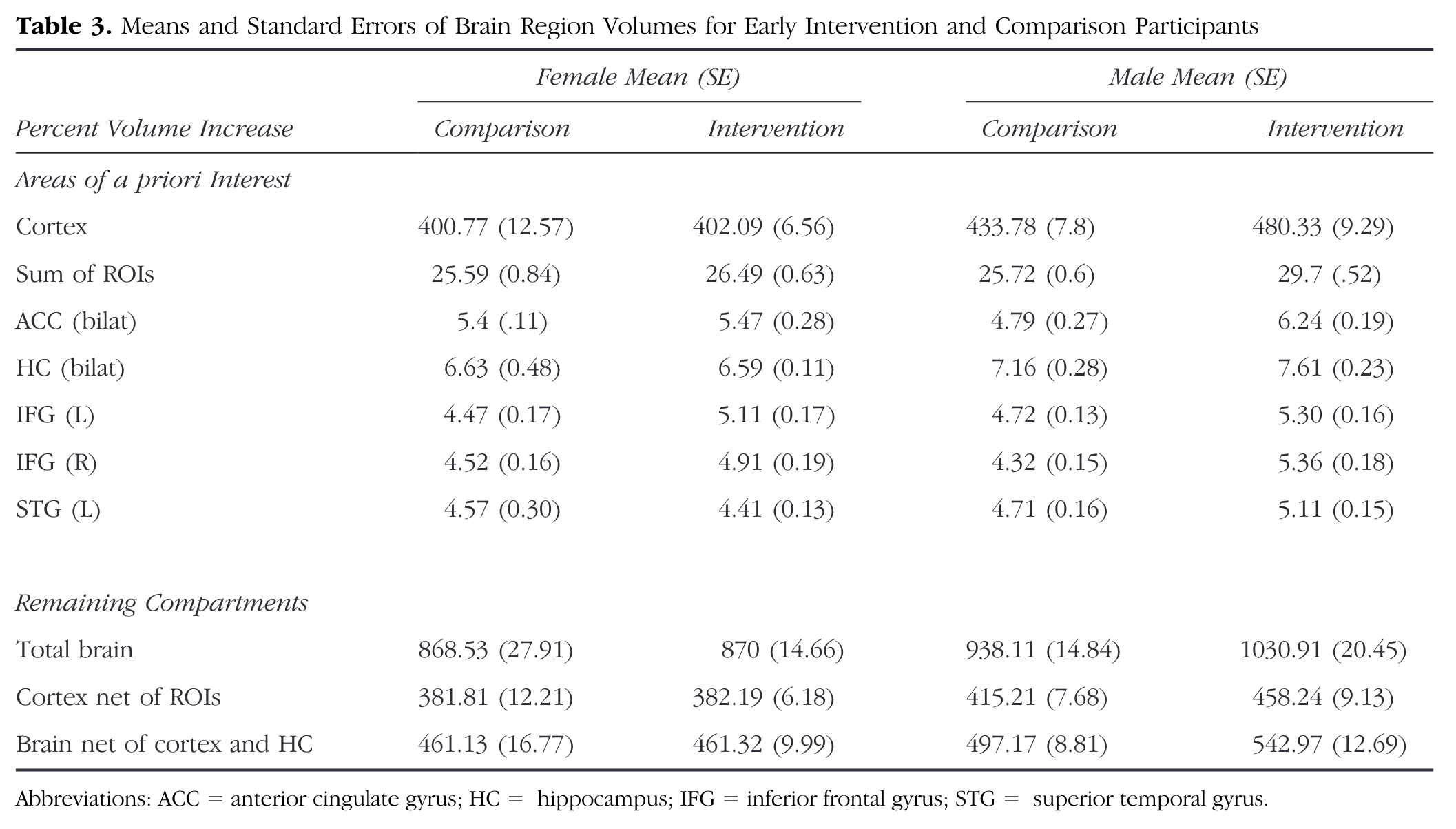
Hirnvolumen-Unterschiede im Erwachsenenalter aufgrund eines spezifischen Kinderbetreuungsprogramms bei Kindern mit niedrigem sozioökonomischem Status.

Eine randomisierte Studie zeigte, dass fünf Jahre frühzeitiger qualitativer kognitiv und sprachlich stimulierender Zentrums-Betreuung, die 3–21 Wochen nach der Geburt begann, bei männlichen Probanden mit niedrigem Sozialstatus bis zum mittleren Lebensalter zu signifikanten Veränderungen der Gehirnstruktur führte. Die untersuchten MRT-Scans der Teilnehmer des Abecedarian Early Intervention Projects zeigten, dass die Volumina mehrerer Hirnregionen und das Gesamthirnvolumen bei den Teilnehmern des Kinderbetreuungsprogramms wesentlich größer waren als in der Kontrollgruppe.

## Verwandte Themen
- Als Schlüsselkinder werden Kinder bezeichnet, die einen eigenen Wohnungsschlüssel haben, beispielsweise weil beide Elternteile arbeiten.
- Springstunde (Zeitliche Lücke im Stundenplan)